# Arado SD II
Arado SD II – niemiecki samolot myśliwski zaprojektowany i zbudowany w wytwórni Arado Flugzeugwerke po zakończeniu I wojny światowej. Maszyna była zmodernizowaną wersją samolotu Arado SD I.

## Historia
11 października 1927 roku oblatany został Arado SD I. Maszyna powstała w ramach tajnego projektu o kryptonimie Heitag. Jego celem było zaprojektowanie i zbudowanie jednomiejscowy myśliwca obrony kraju. Samolot okazał się być konstrukcją nieudaną, o złych właściwościach pilotażowych podczas lotu z niską prędkością. Spowodowane było to niewielkimi rozmiarami samolotu, zbyt krótkim ogonem i niewystarczająca powierzchnią usterzenia pionowego. Reichswehrministerium, niemieckie ministerstwo obrony zleciło producentowi wykonanie niezbędnych poprawek, mających na celu usunięcie wykrytych niedociągnięć. Zaprojektowano nową maszynę, oznaczoną jako SD II, zamówiono dwa prototypy. Jedyny wybudowany prototyp oblatano w 1929 roku. Arado SD II był większy i cięższy od swojego poprzednika. Niestety i tym razem, maszyna sprawiała problemy pilotażowe. Konstrukcja nie była dalej rozwijana ale stała się podstawą do prac nad nową maszyną, oznaczoną jako Arado Ar 64. Znajdujący się na linii montażowej drugi prototyp, jeszcze przed ukończeniem budowy, zmodyfikowano do wersji Arado SD III.

## Konstrukcja
Dwupłatowa, jednomiejscowa maszyna bazowała na rozwiązaniach użytych przy budowie samolotu Arado I. Kadłub o konstrukcji ze stalowych rur pokryty był w przedniej części duralową blachą a w tylnej płótnem. Drewniane skrzydła pokryte sklejką. Płaty połączono zastrzałami w kształcie litery V, dodatkowo, w odróżnieniu od wersji SD I, skrzydła wzmocniono naciągami ze stalowych linek. Maszyna napędzana była 9-cylindrowym, chłodzonym powietrzem silnikiem gwiazdowym Siemens & Halske Jupiter VI o mocy maksymalnej 530 KM z trójłopatowym, drewnianym śmigłem. Uzbrojenie stanowiły dwa stałe karabiny maszynowe MG08/15 kalibru 7,92 mm strzelające przez krąg śmigła. Podwozie stałe z płozą ogonową.